# Mortes em maio de 2025
Mortes em 2025: ← Janeiro – Fevereiro – Março – Abril – Maio – Junho – Julho – Agosto – Setembro – Outubro – Novembro – Dezembro →
Esta é uma relação de pessoas notáveis que morreram durante o mês de maio de 2025, listando nome, nacionalidade, ocupação e ano de nascimento.

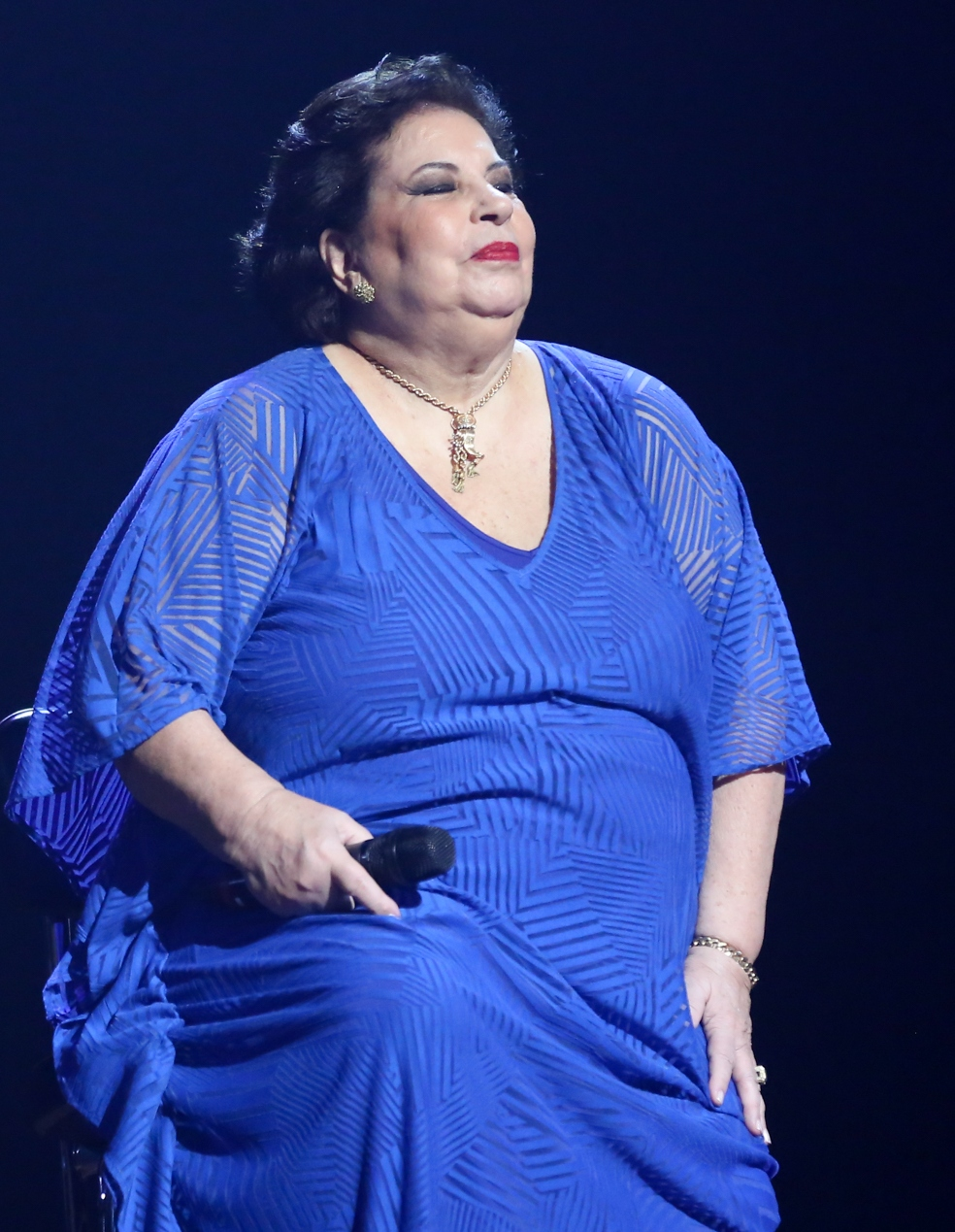
Nana Caymmi, cantora brasileira.

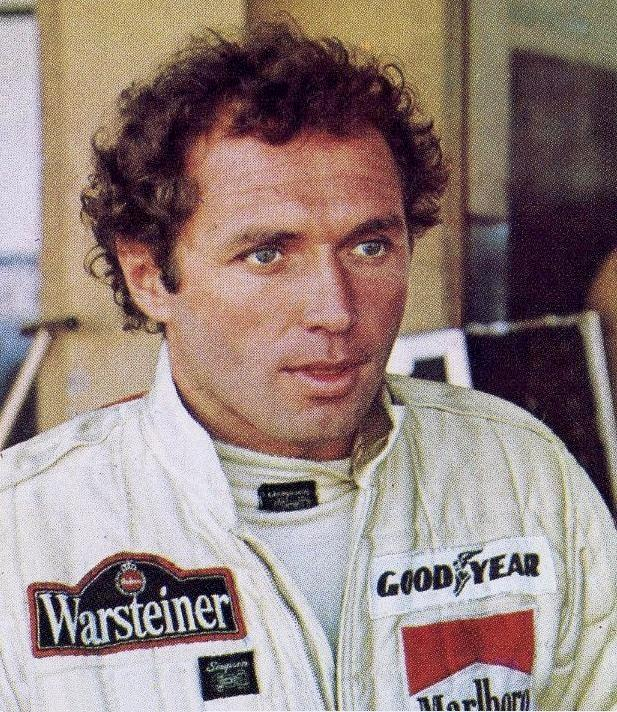
Jochen Mass, automobilista alemão.

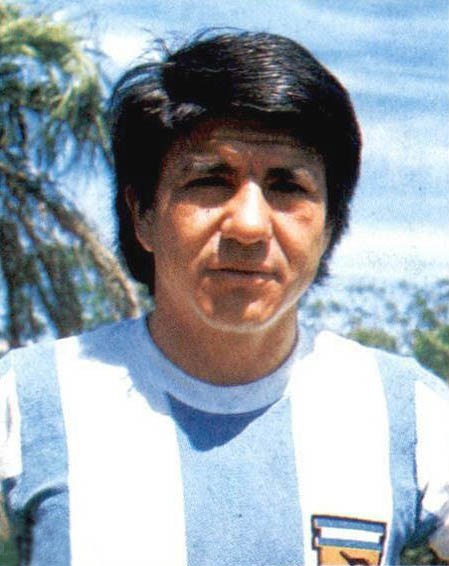
Luis Galván, futebolista argentino.

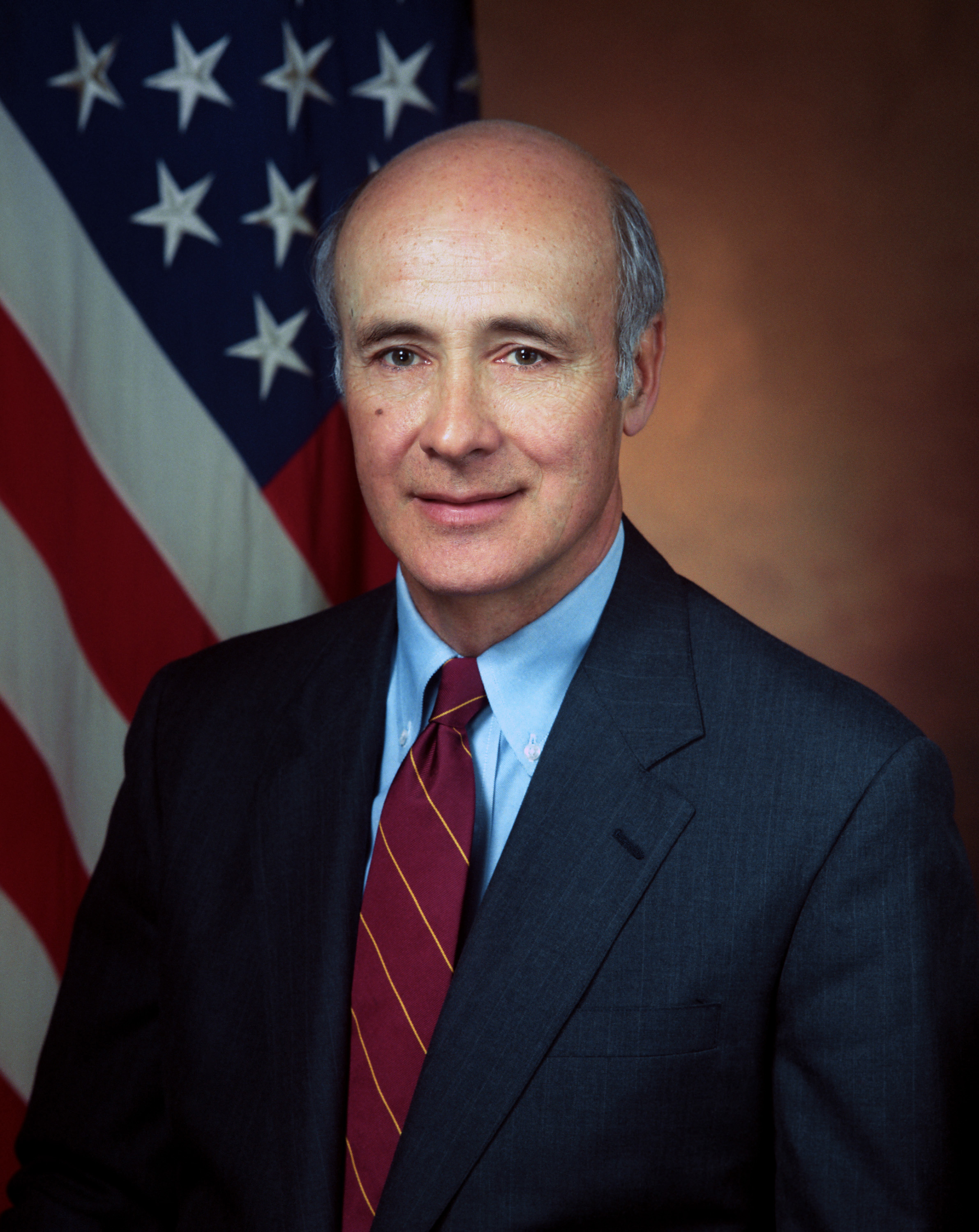
Joseph Nye, cientista estadunidense.

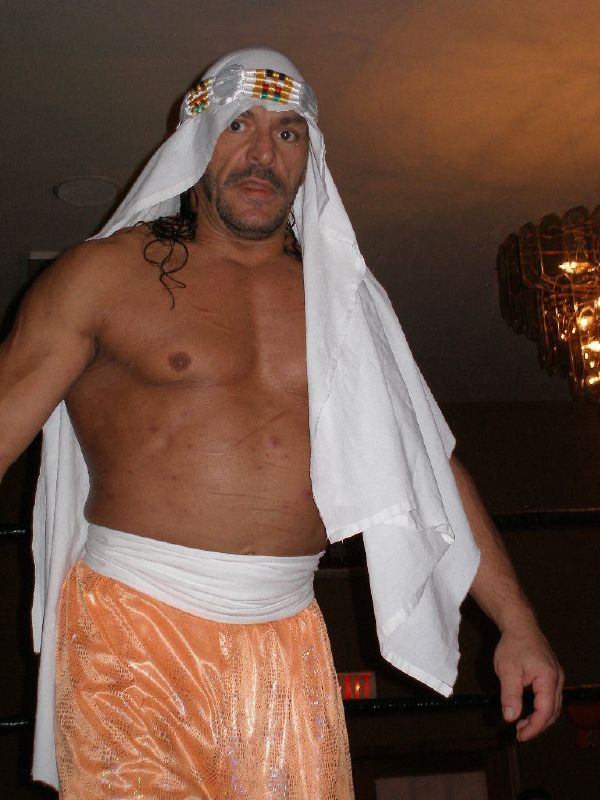
Sabu, lutador estadunidense.

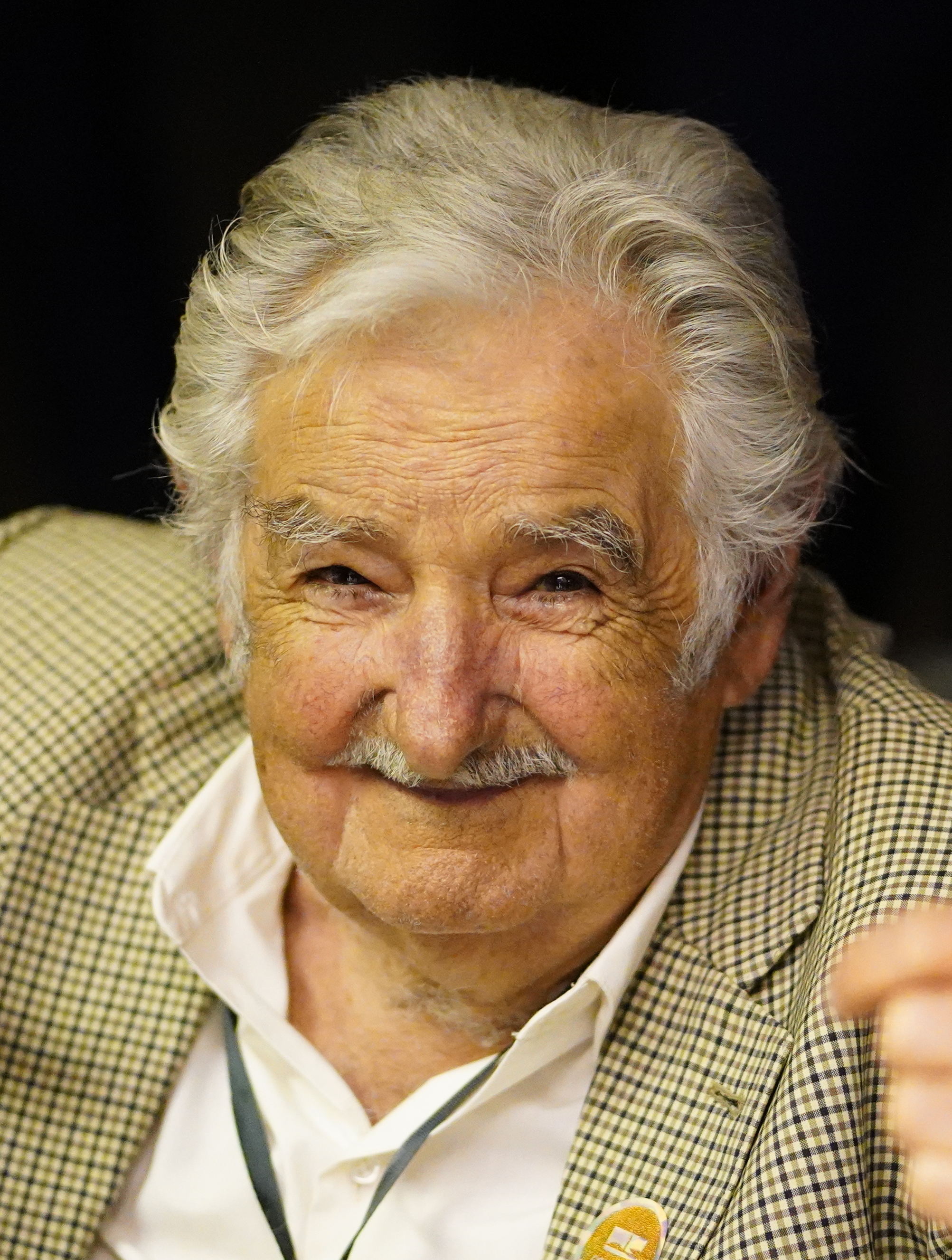
José Mujica, político uruguaio.

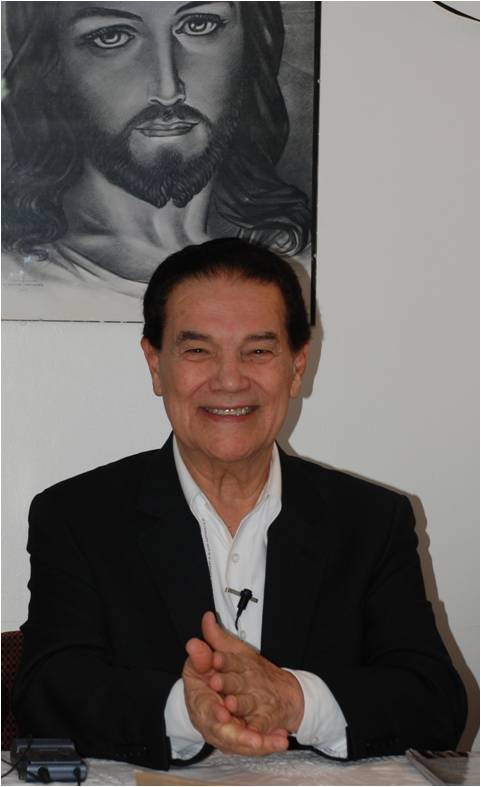
Divaldo Franco, médium e escritor brasileiro.

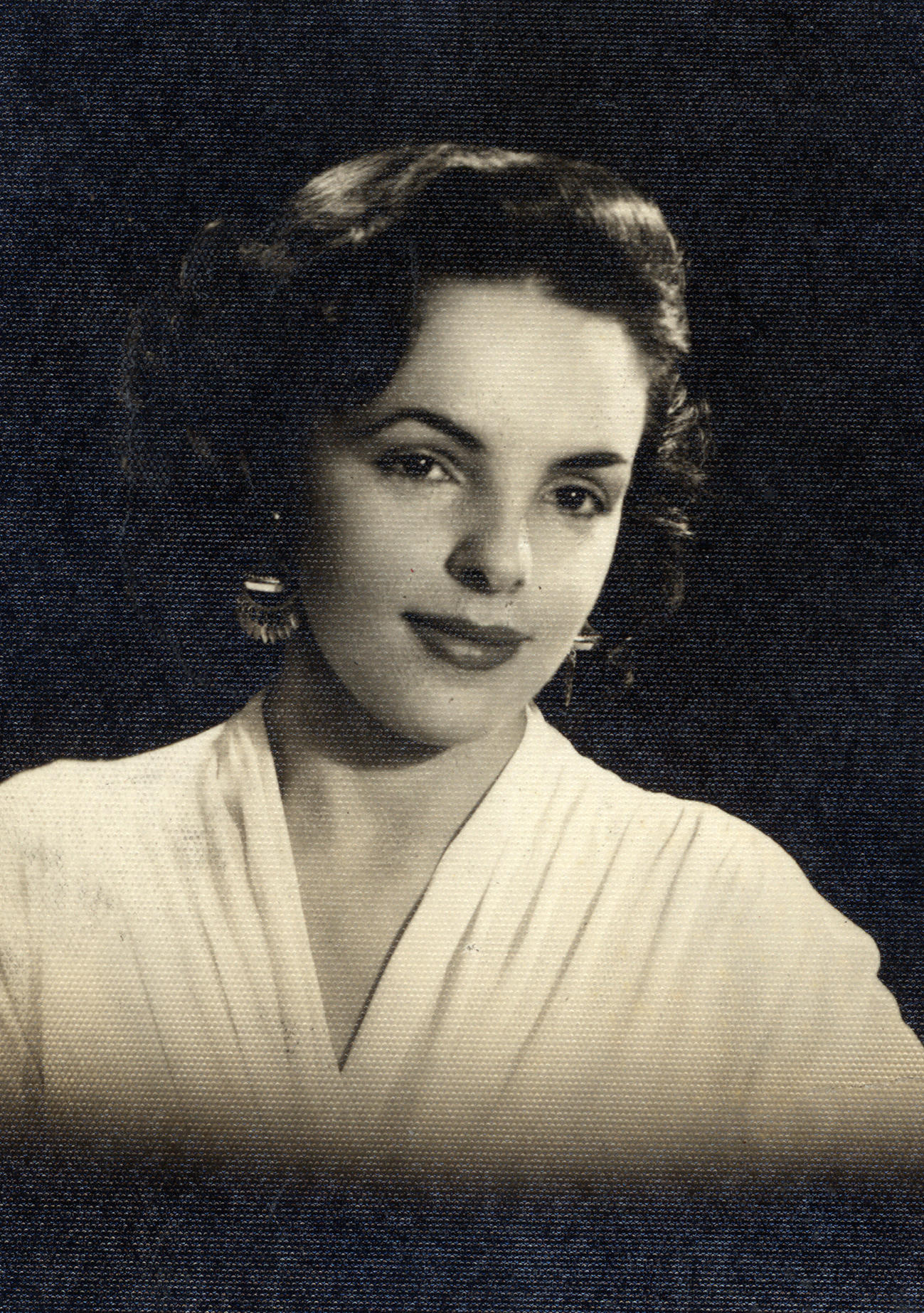
Maria Lúcia Godoy, cantora lírica brasileira.

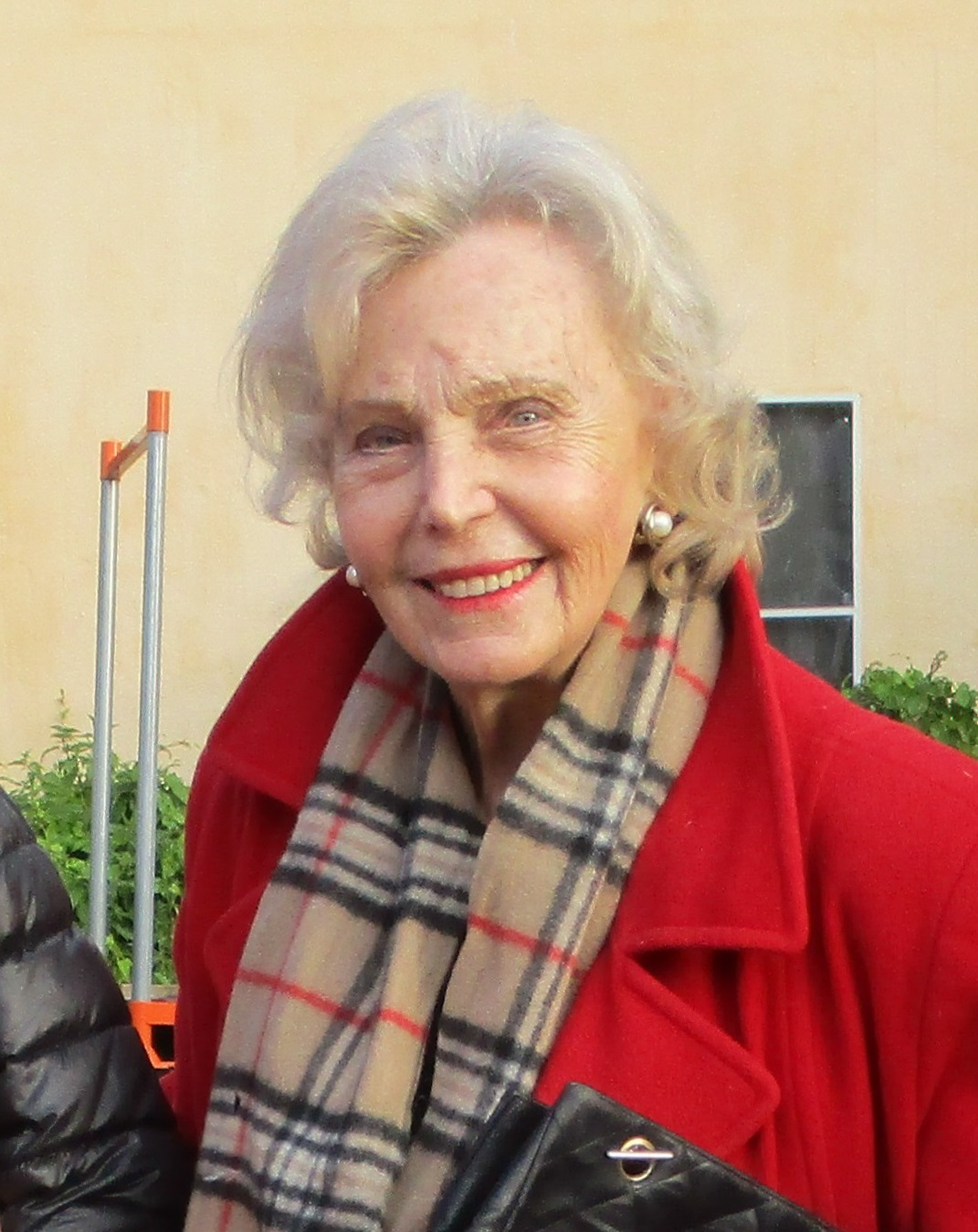
Marianne Bernadotte, atriz e princesa sueca.

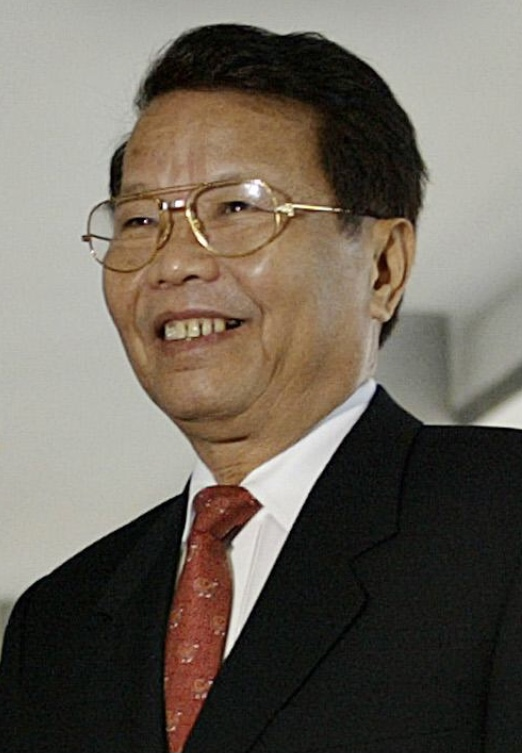
Trần Đức Lương, político vietnamita.

Alfredo Palacio, político equatoriano.

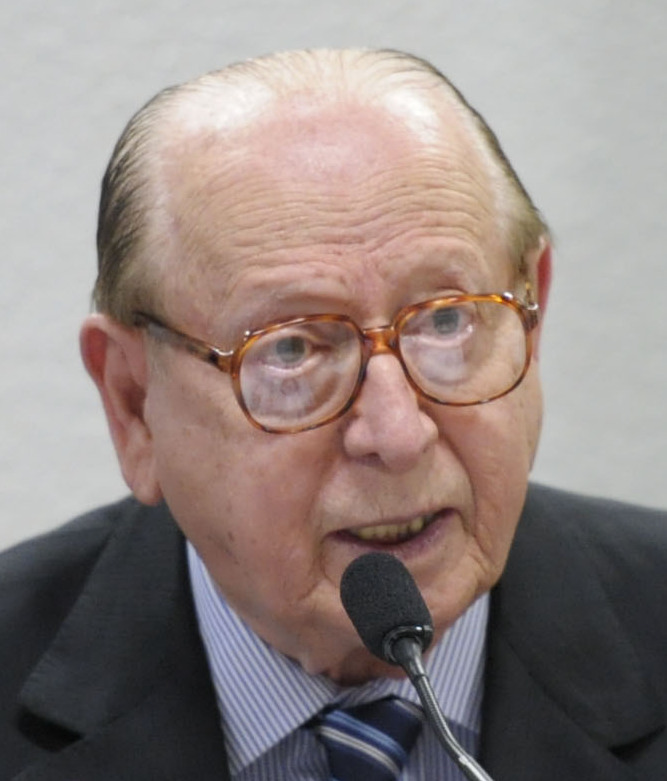
Evanildo Bechara, professor brasileiro.

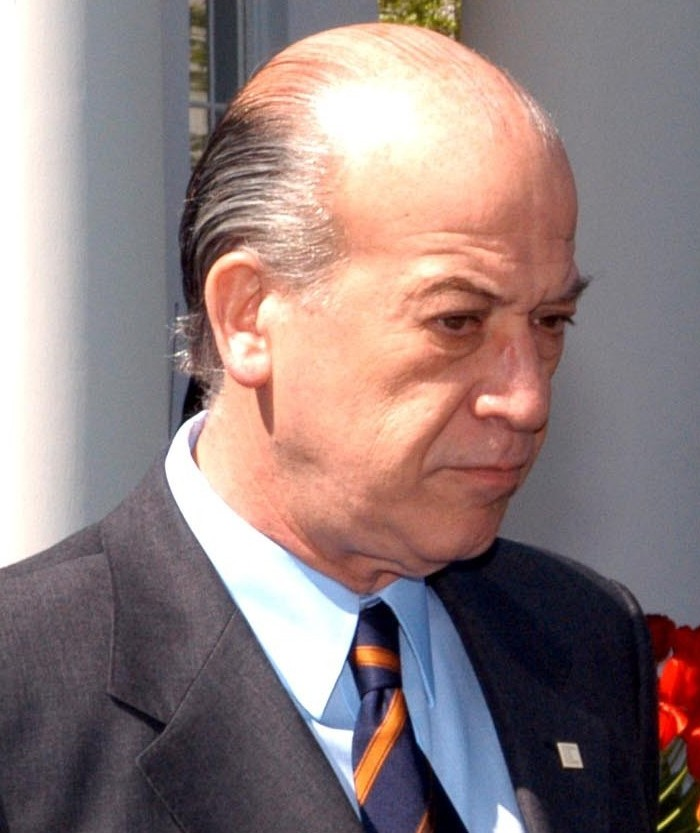
Hugo Fernández Faingold, político uruguaio.

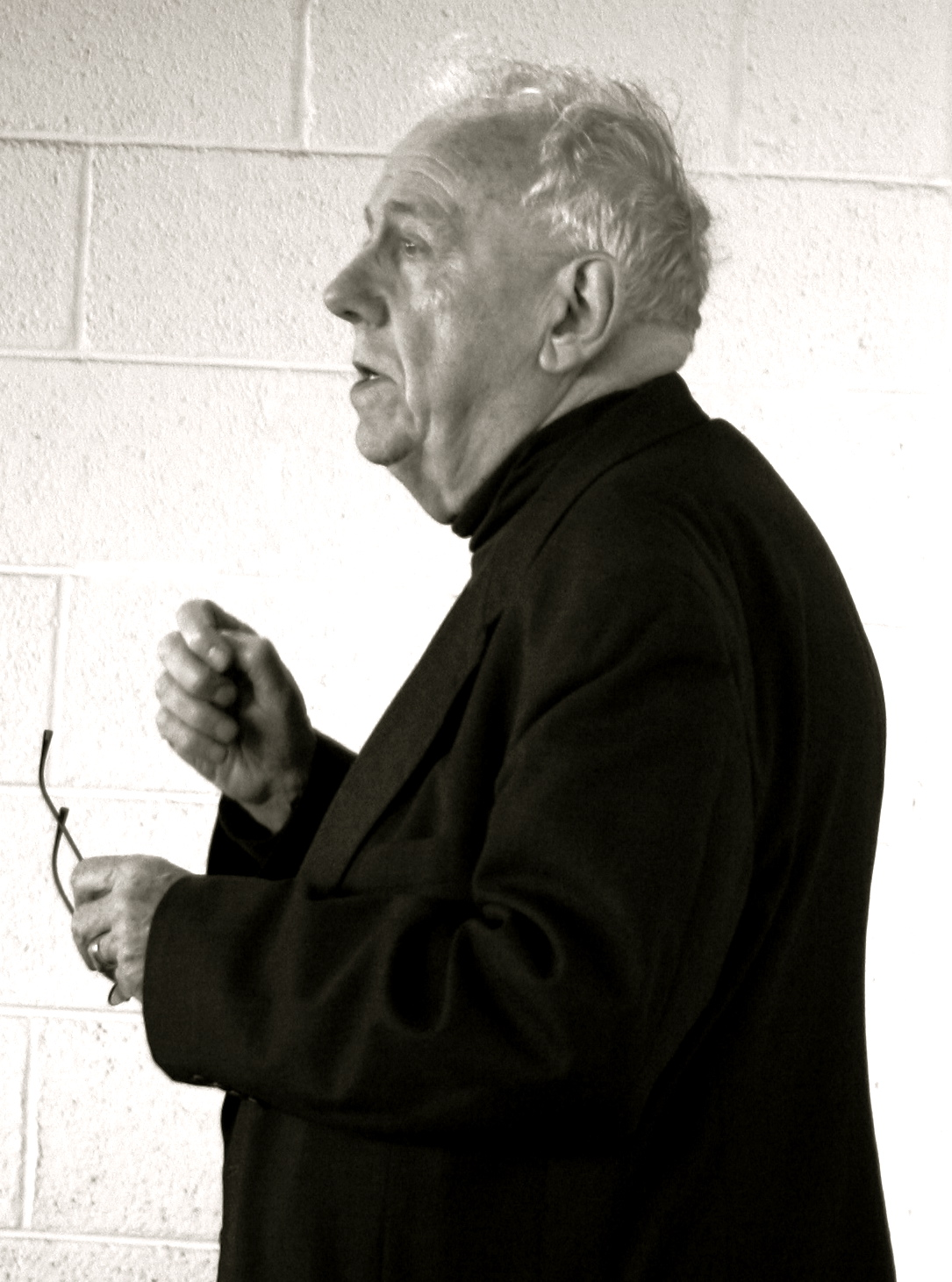
Alasdair MacIntyre, filósofo britânico.

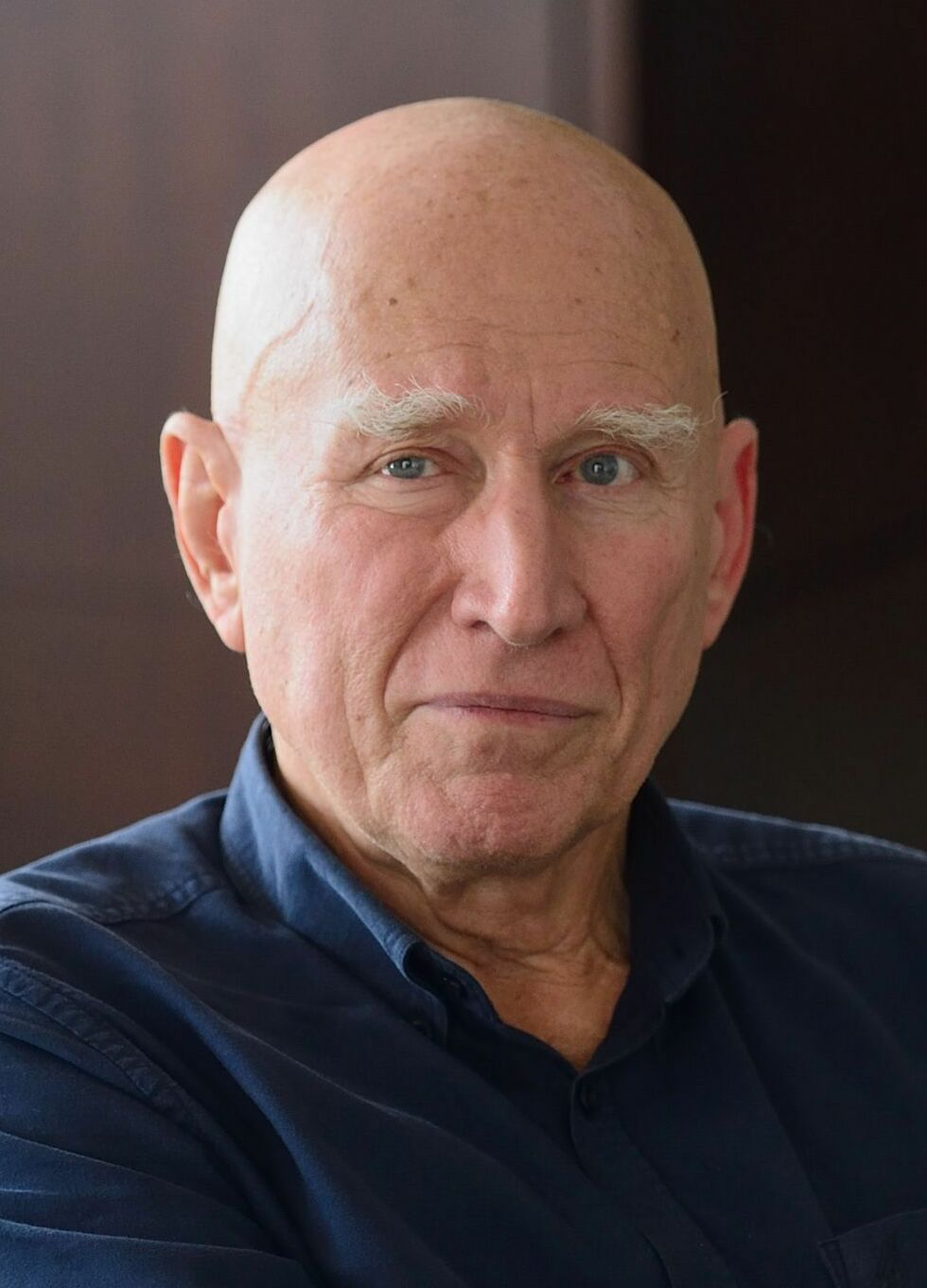
Sebastião Salgado, fotógrafo brasileiro.

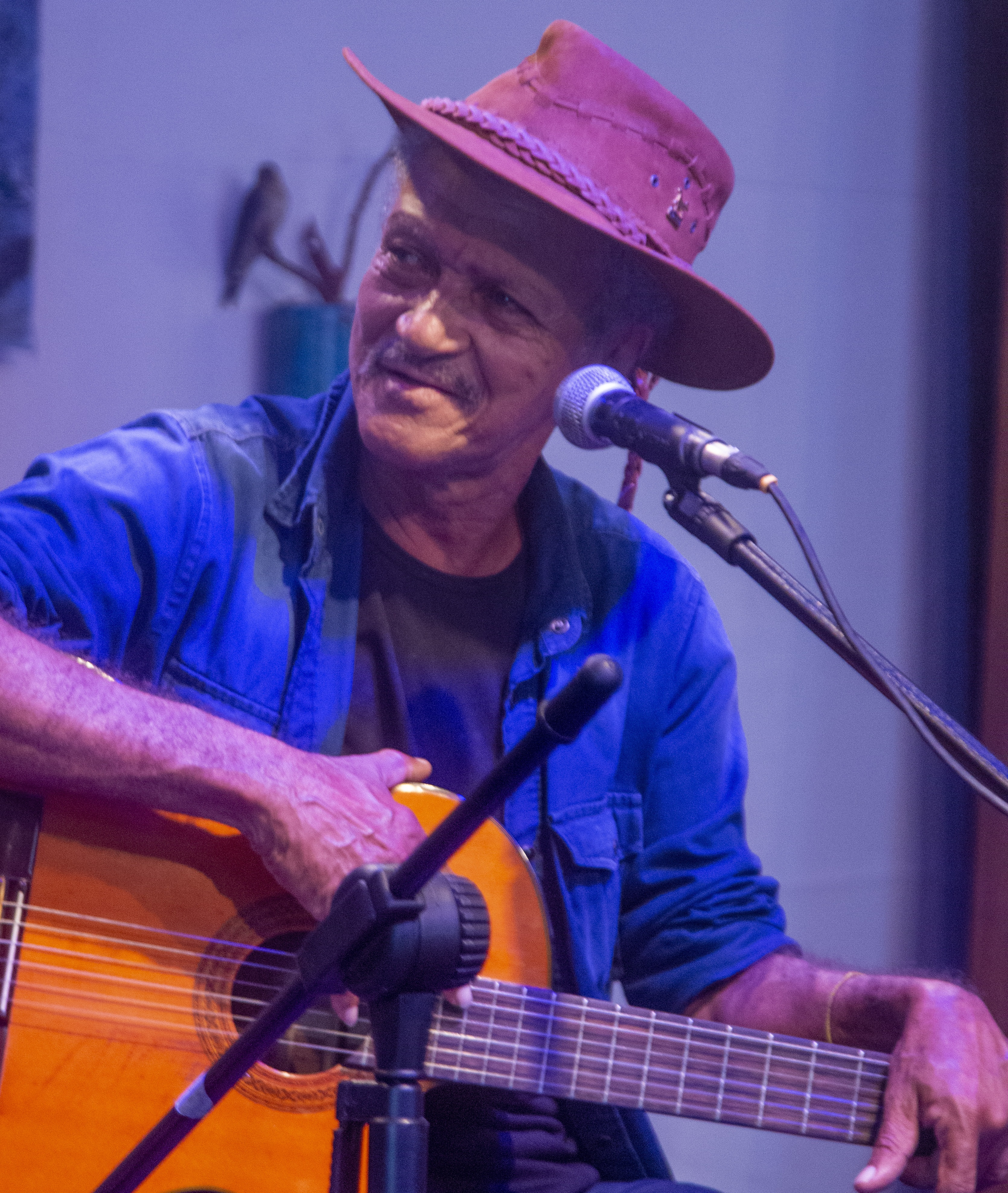
Wilson Aragão, cantor e compositor brasileiro.

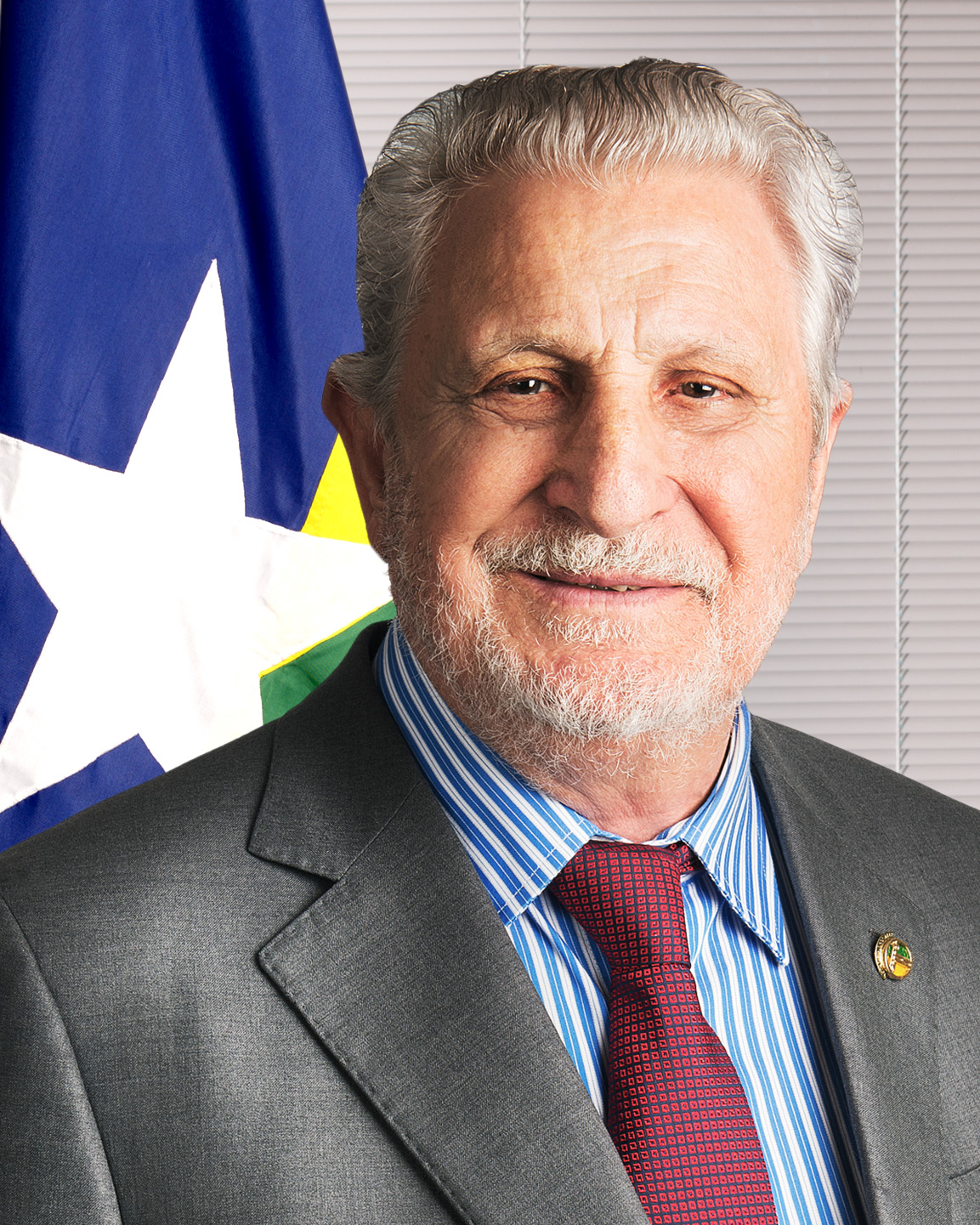
Reditario Cassol, político brasileiro.

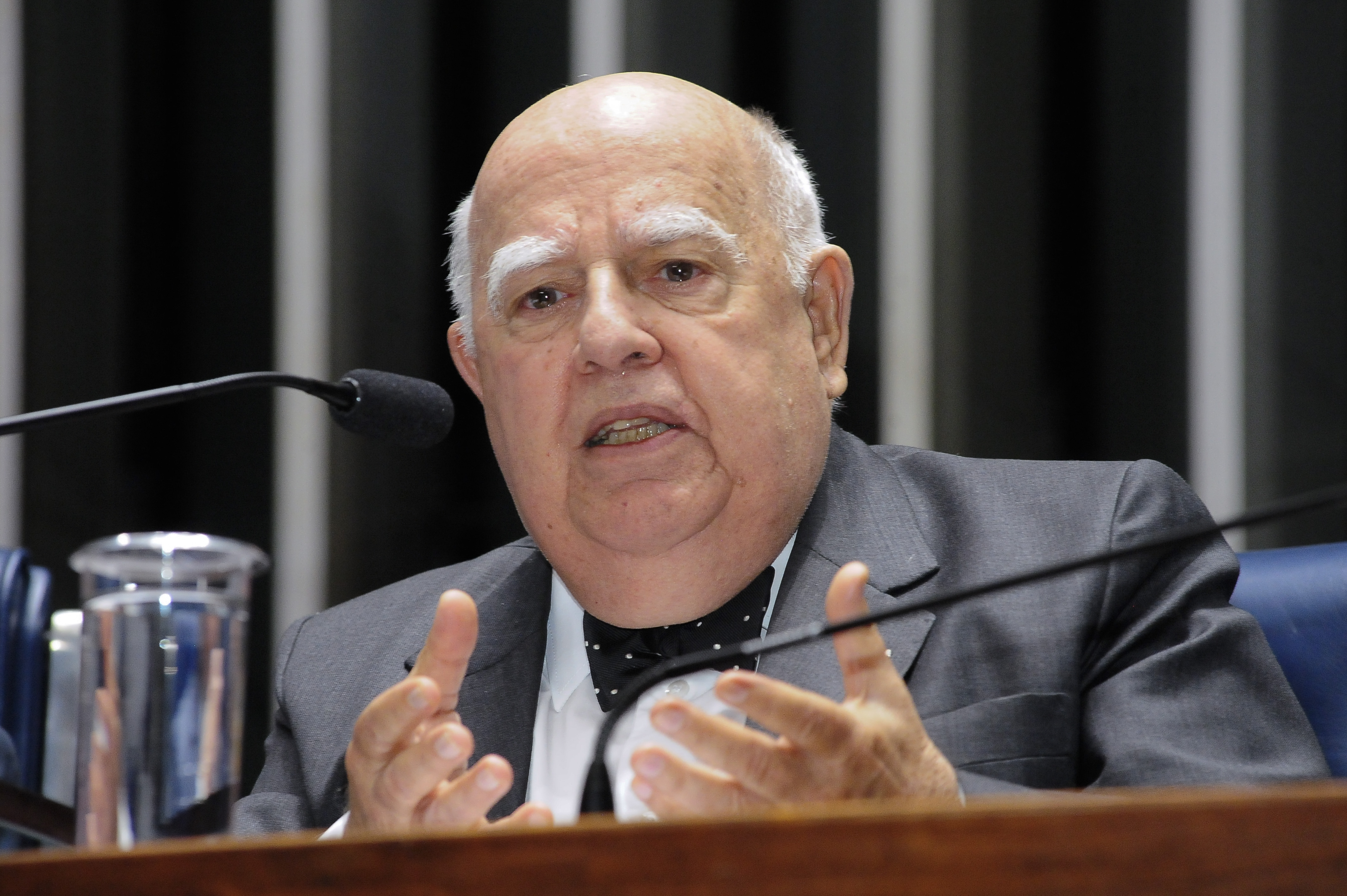
Marcos Azambuja, diplomata brasileiro.

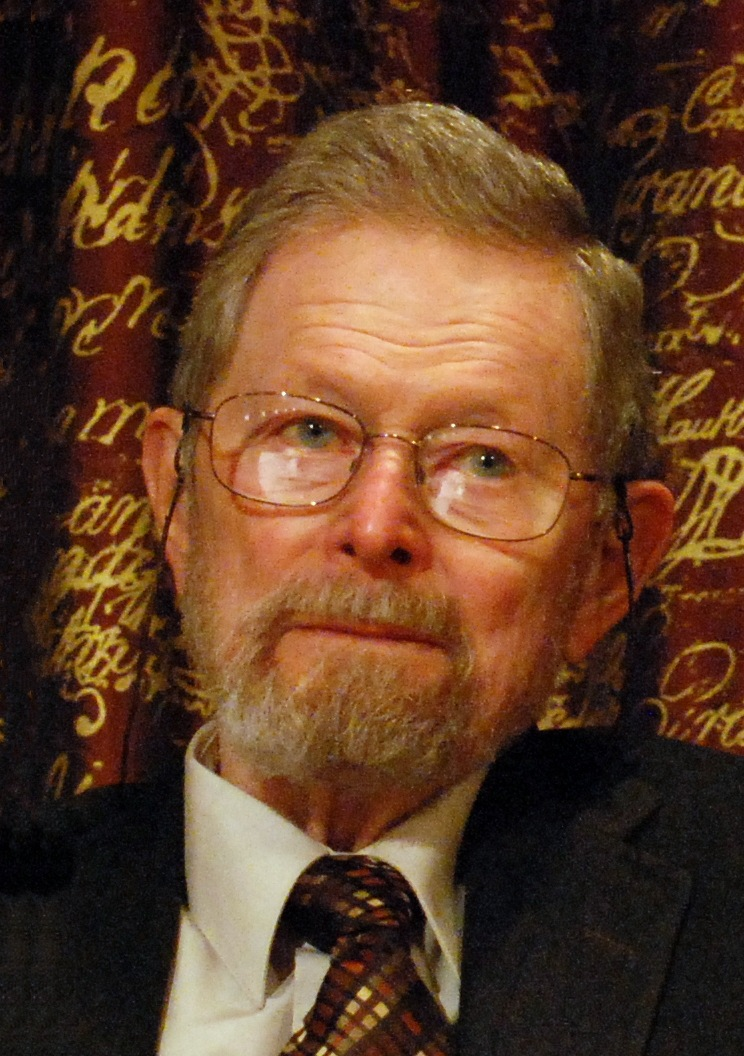
George Smith, físico estadunidense.

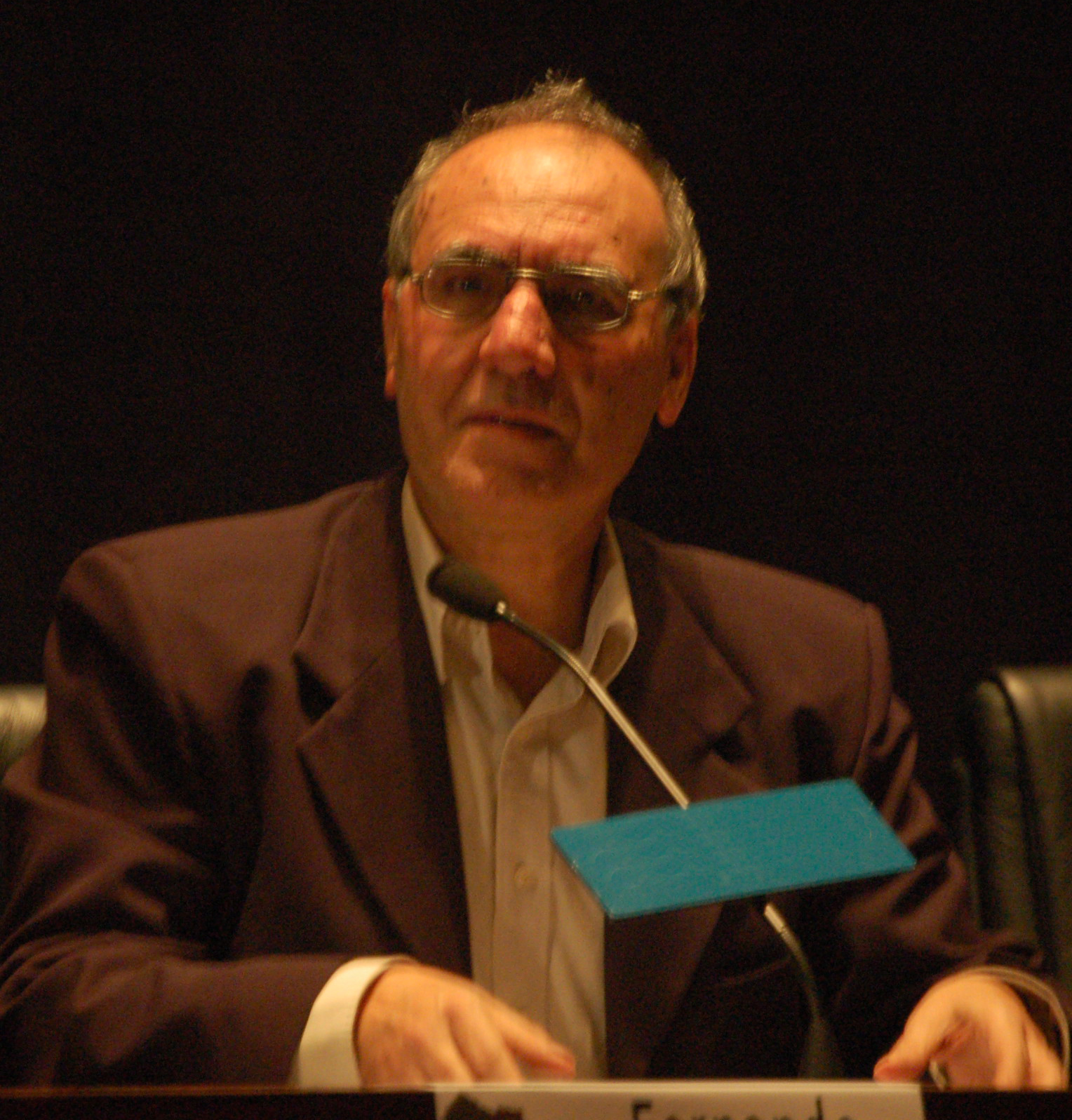
Fernando Venâncio, linguista e escritor português.

| Dia | Nome                        | Profissão ou motivo de reconhecimento | Nacionalidade                 | Nasc. | Ref    |
| --- | --------------------------- | ------------------------------------- | ----------------------------- | ----- | ------ |
| 1   | Nana Caymmi                 | Cantora                               | Brasil                        | 1941  | [ 1 ]  |
| 1   | Ezio Leonardi               | Político                              | Itália                        | 1929  | [ 2 ]  |
| 1   | Andrejs Prohorenkovs        | Futebolista                           | Letónia/ União Soviética      | 1977  | [ 3 ]  |
| 2   | Esteban Escudero Torres     | Prelado                               | Espanha                       | 1946  | [ 4 ]  |
| 2   | Jorge Iván Castaño Rubio    | Prelado                               | Colômbia                      | 1935  | [ 5 ]  |
| 2   | Alexandra Bellow            | Matemática                            | Roménia/ Estados Unidos       | 1935  | [ 6 ]  |
| 2   | Kathleen Corrigan           | Ginasta                               | Estados Unidos                | 1945  | [ 7 ]  |
| 3   | Sirri Süreyya Önder         | Ator                                  | Turquia                       | 1962  | [ 8 ]  |
| 3   | Paul Van Hoeydonck          | Pintor e escultor                     | Bélgica                       | 1925  | [ 9 ]  |
| 4   | David Karako                | Futebolista                           | Israel                        | 1945  | [ 10 ] |
| 4   | Peter McParland             | Futebolista                           | Reino Unido                   | 1934  | [ 11 ] |
| 4   | Jochen Mass                 | Automobilista                         | Alemanha                      | 1946  | [ 12 ] |
| 5   | Luis Galván                 | Futebolista                           | Argentina                     | 1948  | [ 13 ] |
| 6   | Lola Liivat                 | Pintora                               | Estónia                       | 1928  | [ 14 ] |
| 6   | Joseph Nye                  | Cientista                             | Estados Unidos                | 1937  | [ 15 ] |
| 6   | James Foley                 | Diretor de cinema                     | Estados Unidos                | 1953  | [ 16 ] |
| 6   | Patativa                    | Cantora e compositora                 | Brasil                        | 1937  | [ 17 ] |
| 6   | Barry B. Longyear           | Autor                                 | Estados Unidos                | 1942  | [ 18 ] |
| 7   | Tarcys Andrade              | Cantor e compositor                   | Brasil                        | 1955  | [ 19 ] |
| 7   | Joop van Daele              | Futebolista                           | Países Baixos                 | 1947  | [ 20 ] |
| 7   | Jacob Palis                 | Matemático                            | Brasil                        | 1940  | [ 21 ] |
| 7   | Joe Don Baker               | Ator                                  | Estados Unidos                | 1936  | [ 22 ] |
| 8   | Josaia Raisuqe              | Jogador de rugby                      | Fiji                          | 1994  | [ 23 ] |
| 8   | David Souter                | Juiz                                  | Estados Unidos                | 1939  | [ 24 ] |
| 9   | Greg Cannom                 | Maquiador                             | Estados Unidos                | 1951  | [ 25 ] |
| 10  | Koyo Kouoh                  | Curadora                              | Camarões/ Suíça               | 1967  | [ 26 ] |
| 11  | Sabu                        | Lutador                               | Estados Unidos                | 1964  | [ 27 ] |
| 11  | Robert Benton               | Diretor e roteirista                  | Estados Unidos                | 1932  | [ 28 ] |
| 12  | Ernst Mahle                 | Compositor e maestro                  | Alemanha/ Brasil              | 1929  | [ 29 ] |
| 12  | Vlastimil Hort              | Enxadrista                            | Tchecoslováquia/ Alemanha     | 1944  | [ 30 ] |
| 12  | Lorna Raver                 | Atriz                                 | Estados Unidos                | 1943  | [ 31 ] |
| 13  | José Mujica                 | Político                              | Uruguai                       | 1935  | [ 32 ] |
| 13  | Kit Bond                    | Político                              | Estados Unidos                | 1939  | [ 33 ] |
| 13  | Divaldo Franco              | Médium e escritor                     | Brasil                        | 1927  | [ 34 ] |
| 13  | Richard Garwin              | Físico                                | Estados Unidos                | 1928  | [ 35 ] |
| 13  | John Bryson                 | Político                              | Estados Unidos                | 1943  | [ 36 ] |
| 15  | José Israel Vargas          | Cientista e político                  | Brasil                        | 1928  | [ 37 ] |
| 15  | Emanuel Bringel             | Político                              | Brasil                        | 1949  | [ 38 ] |
| 15  | Charles Strouse             | Compositor                            | Estados Unidos                | 1928  | [ 39 ] |
| 15  | Glen Rogers                 | Serial killer                         | Estados Unidos                | 1962  | [ 40 ] |
| 15  | Antónia de Sousa            | Jornalista                            | Portugal                      | 1940  | [ 41 ] |
| 15  | Natalya Shikolenko          | Lançadora de dardos                   | União Soviética/ Bielorrússia | 1964  | [ 42 ] |
| 15  | Teresa Costa Macedo         | Política                              | Portugal                      | 1943  | [ 43 ] |
| 15  | Taina Elg                   | Atriz e dançarina                     | Finlândia                     | 1930  | [ 44 ] |
| 16  | Emmanuel Kundé              | Futebolista                           | Camarões                      | 1956  | [ 45 ] |
| 16  | Maria Lúcia Godoy           | Cantora lírica                        | Brasil                        | 1924  | [ 46 ] |
| 16  | Peter Lax                   | Matemático                            | Hungria/ Estados Unidos       | 1926  | [ 47 ] |
| 16  | Marianne Bernadotte         | Atriz e princesa                      | Suécia                        | 1924  | [ 48 ] |
| 19  | Colton Ford                 | Ator pornográfico                     | Estados Unidos                | 1962  | [ 49 ] |
| 19  | Ignacio Rodríguez           | Futebolista                           | México                        | 1956  | [ 50 ] |
| 19  | George Leitmann             | Engenheiro                            | Áustria/ Estados Unidos       | 1925  | [ 51 ] |
| 19  | J. Arch Getty               | Historiador                           | Estados Unidos                | 1950  | [ 52 ] |
| 20  | Jayant Narlikar             | Astrofísico                           | Índia                         | 1938  | [ 53 ] |
| 20  | Nino Benvenuti              | Pugilista                             | Itália                        | 1938  | [ 54 ] |
| 20  | Trần Đức Lương              | Político                              | Vietname                      | 1936  | [ 55 ] |
| 20  | Gadi Kinda                  | Futebolista                           | Israel / Etiópia              | 1994  | [ 56 ] |
| 20  | Joan Harrison               | Nadadora                              | África do Sul                 | 1935  | [ 57 ] |
| 20  | Leslie Dilley               | Diretor de arte                       | Reino Unido                   | 1941  | [ 58 ] |
| 21  | Dorinha Duval               | Atriz                                 | Brasil                        | 1929  | [ 59 ] |
| 21  | Billy Williams              | Fotógrafo                             | Reino Unido                   | 1929  | [ 60 ] |
| 22  | Alfredo Palacio             | Político                              | Equador                       | 1939  | [ 61 ] |
| 22  | Evanildo Bechara            | Professor                             | Brasil                        | 1928  | [ 62 ] |
| 22  | Hugo Fernández Faingold     | Político                              | Uruguai                       | 1947  | [ 63 ] |
| 22  | Alasdair MacIntyre          | Filósofo                              | Reino Unido                   | 1929  | [ 64 ] |
| 22  | Ellen S. Berscheid          | Psicóloga                             | Estados Unidos                | 1936  | [ 65 ] |
| 22  | Pippa Scott                 | Atriz                                 | Estados Unidos                | 1935  | [ 66 ] |
| 23  | Sebastião Salgado           | Fotógrafo                             | Brasil                        | 1944  | [ 67 ] |
| 23  | Pavel Chaloupka             | Futebolista                           | Chéquia/ Tchecoslováquia      | 1959  | [ 68 ] |
| 23  | Luiz de Deus                | Político                              | Brasil                        | 1938  | [ 69 ] |
| 23  | John George Vlazny          | Prelado                               | Estados Unidos                | 1937  | [ 70 ] |
| 24  | Josefina Costa              | Política                              | Brasil                        | 1928  | [ 71 ] |
| 24  | Wilson Aragão               | Cantor e compositor                   | Brasil                        | 1950  | [ 72 ] |
| 24  | Kiril Ivkov                 | Futebolista                           | Bulgária                      | 1946  | [ 73 ] |
| 24  | Peter David                 | Escritor                              | Estados Unidos                | 1956  | [ 74 ] |
| 24  | Susan Brownmiller           | Jornalista                            | Estados Unidos                | 1935  | [ 75 ] |
| 25  | Marcos Martins              | Político                              | Brasil                        | 1946  | [ 76 ] |
| 26  | Rick Derringer              | Músico                                | Estados Unidos                | 1947  | [ 77 ] |
| 26  | Antonio Juan Baseotto       | Prelado                               | Argentina                     | 1932  | [ 78 ] |
| 26  | Ibou Faye                   | Atleta                                | Senegal                       | 1969  | [ 79 ] |
| 26  | Waleed Al-Jasem             | Futebolista                           | Kuwait                        | 1959  | [ 80 ] |
| 26  | Maria João Rolo Duarte      | Jornalista                            | Portugal                      | 1930  | [ 81 ] |
| 26  | Zentani Muhammad az-Zentani | Político                              | Líbia                         | 1944  | [ 82 ] |
| 27  | Juan Ramón Verón            | Futebolista e treinador               | Argentina                     | 1944  | [ 83 ] |
| 27  | Reditario Cassol            | Político                              | Brasil                        | 1936  | [ 84 ] |
| 28  | Per Nørgård                 | Compositor e teórico                  | Dinamarca                     | 1932  | [ 85 ] |
| 28  | Ngũgĩ wa Thiong'o           | Escritor                              | Quênia                        | 1938  | [ 86 ] |
| 28  | Marcos Azambuja             | Diplomata                             | Brasil                        | 1935  | [ 87 ] |
| 28  | Mohammed Said Hersi Morgan  | Militar                               | Somália                       | 1944  | [ 88 ] |
| 29  | Roberto Gomes Guimarães     | Prelado                               | Brasil                        | 1936  | [ 89 ] |
| 29  | Leorne Belém                | Político                              | Brasil                        | 1938  | [ 90 ] |
| 29  | George Smith                | Físico                                | Estados Unidos                | 1930  | [ 91 ] |
| 29  | Alf Clausen                 | Compositor                            | Estados Unidos                | 1941  | [ 92 ] |
| 30  | Fernando Venâncio           | Linguista e escritor                  | Portugal                      | 1944  | [ 93 ] |
| 30  | Valerie Mahaffey            | Atriz                                 | Estados Unidos                | 1953  | [ 94 ] |
| 30  | Renée Victor                | Atriz                                 | Estados Unidos                | 1938  | [ 95 ] |
| 30  | Michael Jude Byrnes         | Prelado                               | Estados Unidos                | 1958  | [ 96 ] |
| 31  | Stanley Fischer             | Empresário e banqueiro                | Estados Unidos/ Israel        | 1943  | [ 97 ] |